# 컴퓨터 보안 평가 지침서

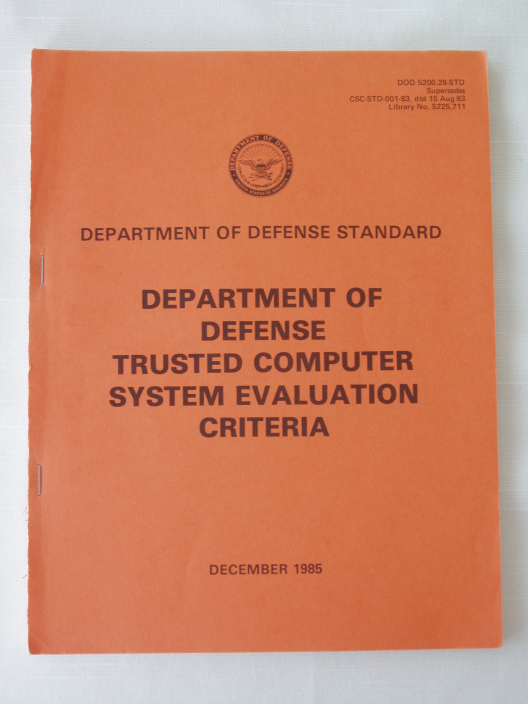
오렌지북

컴퓨터 보안 평가 지침서(Trusted Computer System Evaluation Criteria, TCSEC)는 컴퓨터 시스템에 빌드되는 컴퓨터 보안 컨트롤의 효율성의 기본 요건을 설정해 놓은 미국 정부의 국방부(DoD) 표준이다. TCSEC는 민감한 기밀 정보의 처리, 저장, 검색을 위해 고려되는 컴퓨터 시스템의 평가, 분류, 선택을 위해 사용되었다.
TCSEC는 오렌지북(Orange Book)이라고도 부른다. 1983년 미국 국가 안보 센터(NCSC)에 의해 처음 발행되었고 1985년 업데이트되었다가 2005년 공통평가기준 국제 표준으로 대체되었다.

## 같이 보기
- 공통평가기준
- 신뢰 플랫폼 모듈